# Gairkata
Gairkata è una suddivisione dell'India, classificata come census town, di 8.713 abitanti, situata nel distretto di Jalpaiguri, nello stato federato del Bengala Occidentale. In base al numero di abitanti la città rientra nella classe V (da 5.000 a 9.999 persone).

## Geografia fisica
La città è situata a 26° 41' 02 N e 89° 01' 59 E.

## Società

### Evoluzione demografica
Al censimento del 2001 la popolazione di Gairkata assommava a 8.713 persone, delle quali 4.482 maschi e 4.231 femmine. I bambini di età inferiore o uguale ai sei anni assommavano a 1.086, dei quali 540 maschi e 546 femmine. Infine, coloro che erano in grado di saper almeno leggere e scrivere erano 5.732, dei quali 3.249 maschi e 2.483 femmine.